# C'est déjà demain
C'est déjà demain (Search for Tomorrow) est un soap opera télévisé américain en 9 130 épisodes de 15 minutes (de 1951 à 1967) puis de 30 minutes (de 1968 à 1986), créé par Roy Winsor et diffusé entre le 3 septembre 1951 et le 26 mars 1982 sur le réseau CBS, puis entre le 29 mars 1982 et le 26 décembre 1986 sur le réseau NBC.
En France, le feuilleton a été diffusé à partir du 7 septembre 1987 sur TF1, et au Québec à partir du 5 septembre 1988. Elle reste inédite dans les autres pays francophones.

## Historique
Sur le modèle de l'accord passé en 1981 entre Silvio Berlusconi et Procter & Gamble, le lessivier a cédé à TF1 en 1987, les droits des séries Haine et Passion et C'est déjà demain en échange d'espaces publicitaires d'une valeur de 270 000 francs par jour,,. Selon le procédé du Bartering.

## Synopsis
L'histoire se déroule dans la ville imaginaire de Henderson, située on se sait dans quel État américain, et tourne autour de la figure de Joanne "Jo" Gardner, depuis le collège jusqu'à un âge mûr. Elle divorce quatre fois.

## Distribution
- Jeffrey Meek : Quinn McCleary
- Lynn Loring : Patti Tate (1951-1961)
- Mary Stuart : Joanne Gardner Tate (1951-1986)